# Doliogethes chionoleucus
Doliogethes chionoleucus är en tvåvingeart som beskrevs av Hesse 1938. Doliogethes chionoleucus ingår i släktet Doliogethes och familjen svävflugor.
Artens utbredningsområde är Namibia. Inga underarter finns listade i Catalogue of Life.